# Усадище (Сланцевский район)
Усадище — деревня в Старопольском сельском поселении Сланцевского района Ленинградской области.

## История
Деревня Усадище, состоящая из 21 крестьянского двора, упоминается на карте Санкт-Петербургской губернии Ф. Ф. Шуберта 1834 года.

УСАДИЩЕ — деревня принадлежит господам Таировым, число жителей по ревизии: 64 м. п., 82 ж. п. (1838 год)

УСАДИЩЕ — деревня госпожи Доманиевской, по просёлочной дороге, число дворов — 19, число душ — 63 м. п. (1856 год)

УСАДИЩЕ — деревня удельная при озере Самро, число дворов — 21, число жителей: 63 м. п., 82 ж. п. (1862 год) 

В XIX — начале XX века деревня административно относилась к Ложголовской волости 2-го земского участка 1-го стана Гдовского уезда Санкт-Петербургской губернии.
Согласно Памятной книжке Санкт-Петербургской губернии 1905 года деревня входила в Усадищское сельское общество.
С марта 1917 года деревня находилась в составе Ложголовской волости Гдовского уезда.

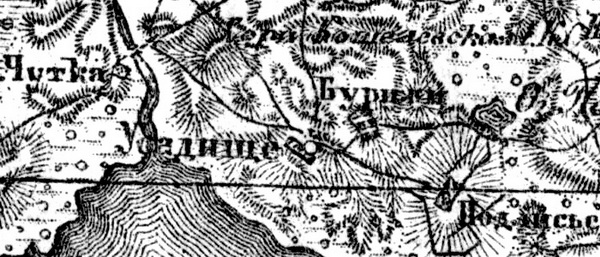
Деревня Усадище на карте 1919 года

С марта 1922 года, в составе Усадищского сельсовета Ложголовской волости Кингисеппского уезда.
С февраля 1924 года, в составе Поречского сельсовета.
С августа 1927 года, в составе Осьминского района.
В 1928 году население деревни составляло 134 человека.
По данным 1933 года деревня Усадище входила в состав Поречского сельсовета Осьминского района.
Деревня была освобождена от немецко-фашистских оккупантов 1 февраля 1944 года.
С 1961 года, в составе Сланцевского района.
С 1963 года, в составе Кингисеппского района.
По состоянию на 1 августа 1965 года деревня Усадище входила в состав Поречского сельсовета Кингисеппского района. С ноября 1965 года, вновь в составе Сланцевского района. В 1965 году население деревни составляло 28 человек.
По данным 1973 года деревня Усадище входила в состав Поречского сельсовета.
По данным 1990 года деревня Усадище входила в состав Овсищенского сельсовета.
В 1997 году в деревне Усадище Овсищенской волости проживали 2 человека, в 2002 году — 10 человек (все русские).
В 2007 году в деревне Усадище Старопольского СП проживали 3 человека, в 2010 году — 8 человек.

## География
Деревня расположена в восточной части района на автодороге 41К-796 (Поречье — Подлесье).
Расстояние до административного центра поселения — 14 км.
Расстояние до ближайшей железнодорожной станции Веймарн — 85 км.
Деревня находится близ северного берега озера Самро.

## Демография
| 1862 | 2007 | 2010 | 2017 |
| ---- | ---- | ---- | ---- |
| 145  | ↘3   | ↗8   | ↘3   |

## Фото

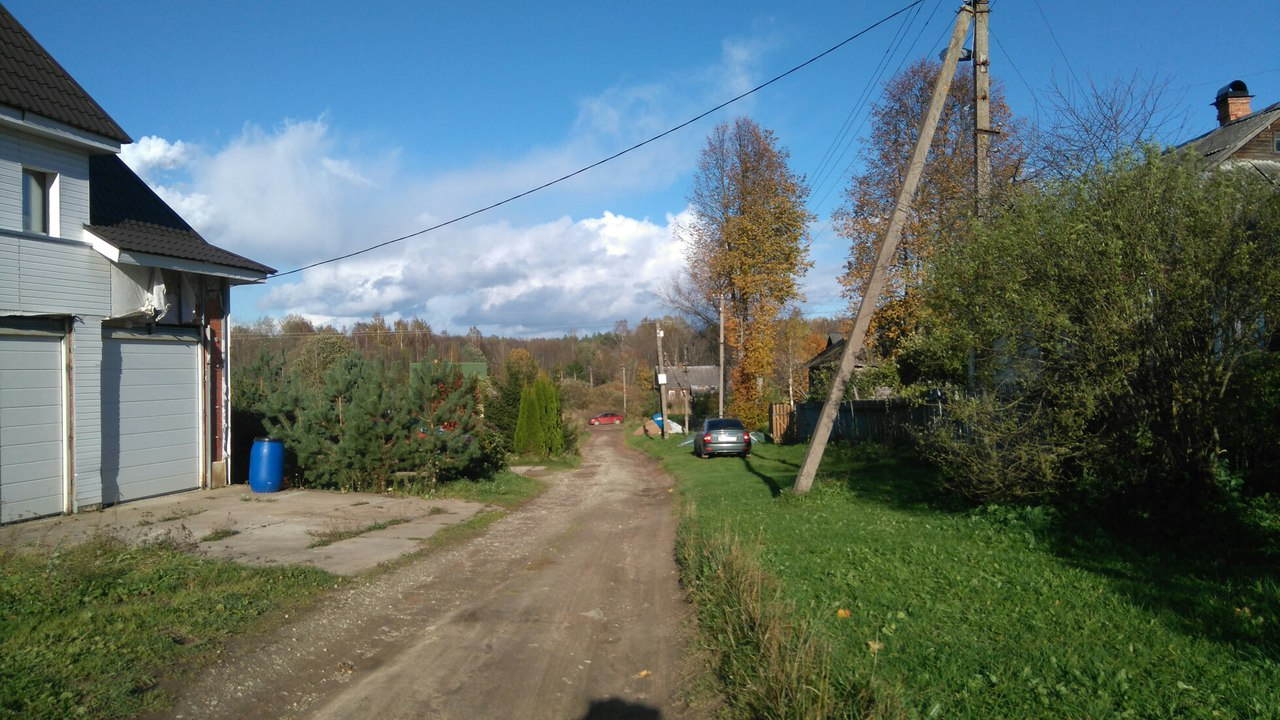
Деревня Усадище. 2018 год
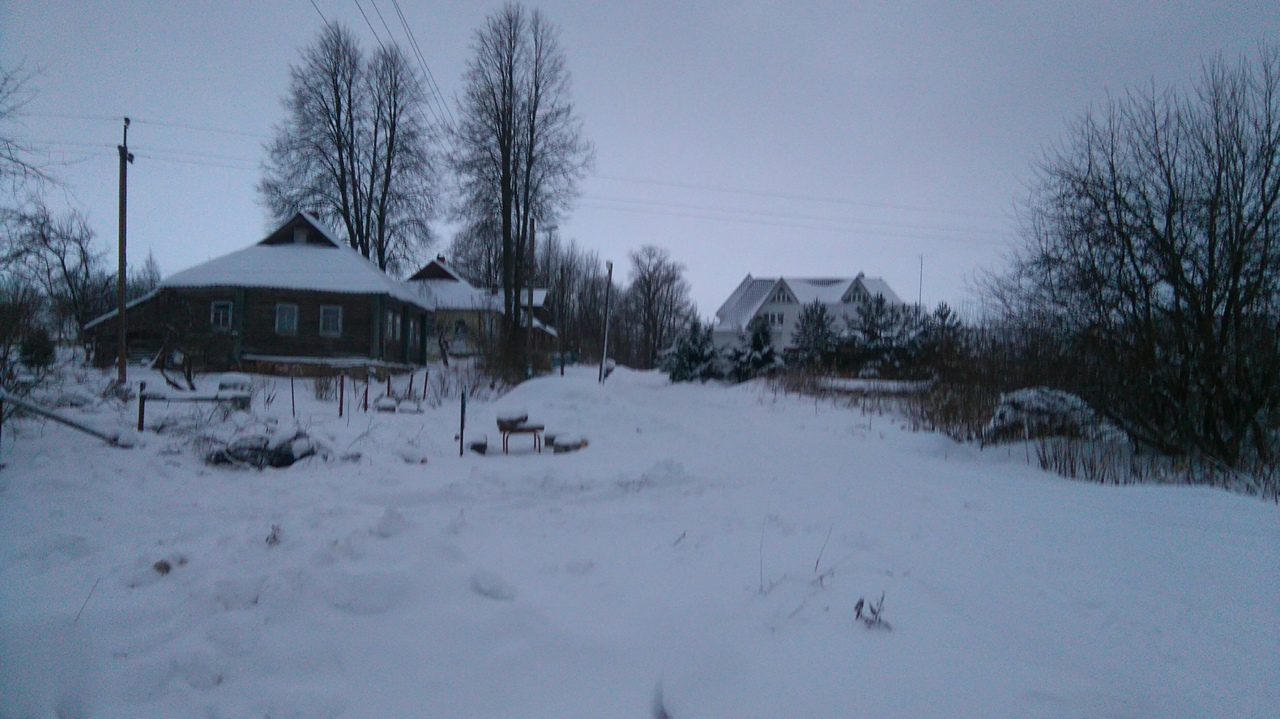
Деревня Усадище. 2019 год